# العالم المحترق (رواية)
العالم المحترق (بالإنجليزية: The Burning World)‏ هي رواية للكاتب الإنجليزي جيه جي بالارد، نشرت عام 1964، عن دار نشر بيركلي بوكس.
وهي رواية خيال علمي، ونشرت في نسخة ثانية أحدث بعنوان «الجفاف» The Drought في عام 1965 عن دار نشر جوناثان كيب.

## القصة
بالمقارنة مع الرواية السابقة "العالم الغريق"، تصف الرواية عالم يشح فيه الماء. فبعد جفاف شامل، تتحول فيه الأنهار إلى مجاري ضيقة والأرض إلى صحراء، وتندفع البشرية إلى المحيطات بحثاً عن الماء. والسبب في هذا الجفاف هو المخلفات الصناعية التي ألقيت في المحيط، مكونة طبقة على سطح المياه منعت عملية التبخر، وبالتالي عدم سقوط المطر.